# Đảo Tekukor
Pulau Tekukor (Turtle Dove), là một trong những đảo phía Nam của Singapore. Hòn đảo này cũng được biết đến với tên là đảo Penyabong. Đã có đề xuất biến hòn đảo này thành một khu dân cư, khu du lịch hoặc là một công viên sinh thái (Đảo Khỉ).